# Extremismusklausel
Die Demokratieerklärung, auch Extremismusklausel genannt, war eine schriftliche Einverständniserklärung, die Antragsteller für die drei Bundesförderprogramme „Toleranz fördern – Kompetenz stärken“, „Initiative Demokratie Stärken“ und „Zusammenhalt durch Teilhabe“ seit 2011 unterzeichnen mussten. Anfang 2014 einigten sich Bundesfamilienministerin Manuela Schwesig (SPD) und Bundesinnenminister Thomas de Maizière (CDU) darauf, die Klausel abzuschaffen.

## Hintergrund
Die Klausel beinhaltete ein Bekenntnis zur freiheitlich demokratischen Grundordnung und die Verpflichtung, dafür „Sorge zu tragen, dass die als Partner ausgewählten Organisationen, Referenten etc. sich ebenfalls zu den Zielen des Grundgesetzes verpflichten.“ Sie verfolgte das Ziel, „eine Unterstützung extremistischer Strukturen“ zu verhindern. Sie wurde auf Initiative der Familienministerin Kristina Schröder (CDU) eingeführt. Ihre Nachfolgerin, Manuela Schwesig, kündigte an, die Extremismusklausel abschaffen zu wollen.
Die Linke, Grüne und SPD lehnten die Extremismusklausel ab. Zahlreiche Vereine und Personen protestierten gegen die Klausel, viele davon unter dem Dach der Initiative „Aktionstag gegen Bekenntniszwang“. Die Kritiker werfen der Extremismusklausel vor, sie behindere Projekte gegen Rechtsextremismus. Sie kriminalisiere viele dieser Projekte als linksextremistisch.
Nach einer Klage erklärte das Dresdner Verwaltungsgericht 2012 die Verwaltungsvorschrift, die eine Abgabe einer Erklärung verlangt, für rechtswidrig. Der zweite (Partnerbegriff, Pflichtenumfang) und dritte Satz (Extremismusbegriff) der Demokratieerklärung seien nach dem Urteil zu unbestimmt. Aufgrund der grundsätzlichen Bedeutung des Urteils ließ das Dresdner Gericht eine Berufung vor dem Oberverwaltungsgericht Sachsen zu. Die Klausel kommt mittlerweile in geänderter Form zur Anwendung. Jetzt müssen die Geförderten die Demokratieerklärung nicht mehr eigenhändig unterschreiben. Stattdessen wird im Zuwendungsbescheid geregelt, dass keine Steuergelder an extremistische Organisationen oder Personen gehen dürfen.

## Die Demokratieerklärung
Die Unterzeichnung der Extremismusklausel war seinerzeit vom Bundesfamilienministerium als eine Bedingung für die Mittelzuweisung an förderungsinteressierte Organisationen in der Leitlinie zum Programmbereich „Förderung und Unterstützung qualitätsorientierter Beratungsleistungen in den landesweiten Beratungsnetzwerken“ festgelegt worden. Die Extremismusklausel hatte damit keinen eigenen Gesetzescharakter, sondern war lediglich Teil einer Verwaltungsvorschrift. Im Wortlaut heißt sie:
„Hiermit bestätigen wir, dass wir uns zur freiheitlichen demokratischen Grundordnung der Bundesrepublik Deutschland bekennen und eine den Zielen des Grundgesetzes förderliche Arbeit gewährleisten.
Als Träger der geförderten Maßnahme haben wir zudem im Rahmen unserer Möglichkeiten (Literatur, Kontakte zu anderen Trägern, Referenzen, die jährlichen Verfassungsschutzberichte des Bundes und der Länder etc.) und auf eigene Verantwortung dafür Sorge zu tragen, dass die als Partner ausgewählten Organisationen, Referenten etc. sich ebenfalls zu den Zielen des Grundgesetzes verpflichten. Uns ist bewusst, dass keinesfalls der Anschein erweckt werden darf, dass eine Unterstützung extremistischer Strukturen durch die Gewährung materieller oder immaterieller Leistungen Vorschub geleistet wird.“
Laut Auskunft der Bundesregierung gilt die Extremismusklausel für Förderanträge aus den Bundesprogrammen „Toleranz fördern – Kompetenz stärken“ und „Initiative Demokratie Stärken“ des Bundesfamilienministeriums und für das Programm „Zusammenhalt durch Teilhabe“ des Bundesministeriums des Innern. Bei letzterem trägt sie bei gleichem Inhalt den Namen „Erklärung zur Sicherung demokratischer Praxis bei der Projektdurchführung“. Zum Stichtag 30. Juni 2011 wurden demnach allein im Bundesprogramm „Toleranz fördern – Kompetenz stärken“ 223 Projektanträge mit einem gesamten Förderungsvolumen von rund 18,7 Millionen Euro bewilligt.
Am 14. September 2012 wurde die Klausel durch das Bundesfamilienministerium abgeändert. Sie lautet nun:
„Hiermit bestätigen wir, dass wir uns zu der freiheitlichen demokratischen Grundordnung der Bundesrepublik Deutschland bekennen und eine den Zielen des Grundgesetzes förderliche Arbeit gewährleisten.
Wir werden keine Personen oder Organisationen mit der inhaltlichen Mitwirkung an der Durchführung des Projekts beauftragen, von denen uns bekannt ist oder bei denen wir damit rechnen, dass sie sich gegen die freiheitliche demokratische Grundordnung betätigen.“

## Entstehung

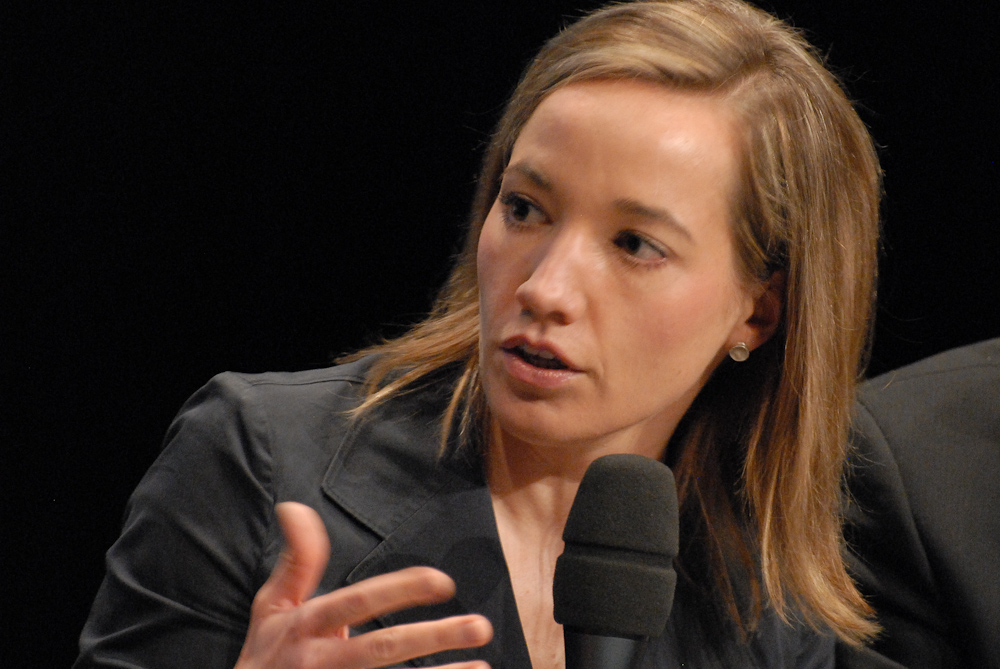
Bundesfamilienministerin Kristina Schröder im März 2010

Am 6. Oktober 2010 kündigte die Bundesministerin für Familien, Senioren, Frauen und Jugend Kristina Schröder über die Microblogging-Plattform Twitter an, dass sie in Zukunft „von Initiativen gegen Rechtsextremismus, Linksextremismus oder Islamismus Bekenntnis zu unserer Verfassung verlangen“ werde.
Die Ankündigung stieß unmittelbar auf Widerspruch insbesondere von Initiativen und Vereinen, die sich in der Bekämpfung neonazistischer Weltanschauungen, Strukturen und Aktionen engagieren. Schröder antwortete auf eine Kritik an einem schriftlichen Bekenntniszwang: „Wer damit schon ein Problem hat, der demaskiert sich selbst.“ Die Diffamierung oder sogar Kriminalisierung von bürgerschaftlichem Engagement gegen Neonazis sei nicht zu befürchten, denn, so fragte Schröder, „wer würde denn allen Ernstes einem bekennenden Pyromanen ein Feuerzeug in die Hand drücken, nur weil der sich auch bei der freiwilligen Feuerwehr engagiert? Genauso wenig werden wir extremistische Gruppen unterstützen, nur weil sie sich auch gegen andere Extremisten wenden.“
Die CDU verwies zur Rechtfertigung der Klausel darauf, dass bereits 2005 das Bekenntnis zur freiheitlich demokratischen Grundordnung unter dem damaligen Bundesinnenminister Otto Schily zum Bestandteil der Förderrichtlinien geworden ist, die von Antragstellern als Voraussetzung für den Erhalt von Fördermitteln zur Kenntnis genommen werden mussten.

## Juristische Auseinandersetzung

### Gerichtliche Auseinandersetzungen
Am 15. November 2011 reichte der Pirnaer Verein Akubiz schließlich Klage gegen die Extremismusklausel beim Verwaltungsgericht Dresden ein. Hintergrund ist nach Auskunft des Vereins ein bewilligter Förderantrag über 600 Euro aus dem Bundesprogramm „Toleranz fördern – Kompetenz stärken“, mit dessen Mitteln der Verein Informationsmaterial drucken wollte, um über das ehemalige KZ-Außenlager in Königstein zu informieren. Mit dem Bewilligungsbescheid und dem Antrag zum Mittelabruf war die Extremismusklausel zur Unterschrift mitgeschickt worden. Diesem Bewilligungsbescheid hatte der Verein widersprochen. Der Widerspruch war durch das Landratsamt Sächsische Schweiz-Osterzgebirge abgewiesen worden.
Am 25. April 2012 gab das Dresdner Verwaltungsgericht dem Verein schließlich Recht und erklärte die im zweiten Teil der Demokratieerklärung verlangte Verbürgung der Projektträger für die Verfassungstreue ihrer Kooperationspartner aufgrund ihrer Unbestimmtheit für rechtswidrig. Ein schriftliches Bekenntnis zur freiheitlichen demokratischen Grundordnung wie im ersten Teil der Erklärung könne allerdings durchaus zur Voraussetzung für den Erhalt von Bundesfördermitteln gemacht werden.
Damit schlossen sich die Richter einem der Argumente des Dresdner Rechtsanwalts Robert Uhlemann an, der AKuBiZ gegen die Extremismusklausel vertreten hatte. Er hatte argumentiert: „Die Klausel verwendet den Begriff ‚extremistisch‘. Doch was heißt das? Das ist ein politischer Begriff, Definitionssache und damit unbestimmt. Verwaltungsakte müssen aber bestimmt sein, sagt das Gesetz.“
Gegen die Entscheidung wurde Berufung eingelegt. Das Verfahren vor dem Oberverwaltungsgericht ist abgeschlossen. Der Pirnaer Verein Akubiz erklärte den Rechtsstreit für erledigt. Der Verein klagt nun beim Verwaltungsgericht Dresden gegen die „neue“ Klausel.

### Rechtsgutachten
Der Rechtslehrer Fritz Ossenbühl (Uni Bonn) kam hingegen in einem vom Bundesministerium für Familie, Senioren, Frauen und Jugend selbst in Auftrag gegebenen Rechtsgutachten vom Februar 2011 zu dem Ergebnis, dass die Klausel nicht gegen das Grundgesetz für die Bundesrepublik Deutschland verstoße. Zwar sei die Klausel an einigen Stellen unglücklich formuliert, jedoch sei es schlechthin abwegig, dass die Erklärung einen Verstoß gegen den Gleichheitssatz (Art. 3 Abs. 1 GG) oder die Meinungsfreiheit darstelle, da die Erklärung von allen Subventionsempfängern gleichermaßen verlangt werde. Ein Verstoß gegen den Gleichbehandlungsgrundsatz läge vor, wenn im Einzelfall oder in einer Gruppe von Fällen hiervon abgewichen und Einzelne privilegiert oder benachteiligt würden. Dies sei jedoch offensichtlich nicht der Fall. Auch das Grundrecht der Meinungsfreiheit sei nicht berührt, da es jeder Organisation frei stehe, auf eine staatliche Zuwendung zu verzichten: „Eine Organisation, die sich nicht dafür verbürgt, die Werte und Ziele des Grundgesetzes mit den gewährten Mitteln zu verwirklichen, scheidet selbstverständlich als Letztempfänger aus. Es wäre absurd, wenn eine solche Organisation sich unter Berufung auf die Meinungsfreiheit […] am staatlichen Förderprogramm beteiligen könnte, um dann mit den staatlichen Zuwendungen das staatliche Förderprogramm zu konterkarieren“ (S. 23).
In einem Rechtsgutachten kam der Rechts- und Verwaltungswissenschaftler Ulrich Battis am 29. November 2010 zu der Schlussfolgerung, dass aus rechtlicher Sicht durchaus möglich sei, ein Bekenntnis zur freiheitlichen demokratischen Grundordnung von den förderungsinteressierten Organisation abzuverlangen. Allerdings sei rechtlich problematisch, dass aus der Beitrittserklärung nicht klar hervorgehe „welches Verhalten die Letztempfänger konkret vorweisen müssen“, wer unter „Partner“ zu verstehen sei, „ab welchem Verdachtsgrad“ ein Partner nicht im Sinne des Grundgesetzes tätig sei und wie die Rechtsfolgen im Fall eines Verstoßes aussähen. Im Ergebnis würde die Extremismusklausel gegen das Gleichbehandlungsprinzip in Verbindung mit dem Verhältnismäßigkeitsgrundsatz und gegen das Bestimmtheitsgebot des Grundgesetzes verstoßen.
In einem von Wolfgang Thierse in Auftrag gegebenen Gutachten des Wissenschaftlichen Dienstes des Deutschen Bundestages vom 13. Januar 2011 werden Zweifel an der verfassungsrechtlichen Zulässigkeit, von Zuwendungsempfängern ein Bekenntnis zu verlangen, geäußert. Eine bestimmte Meinung nicht zu haben bzw. nicht äußern zu wollen, falle in den Schutzbereich der Meinungsfreiheit (Art. 5 GG). Da die eigene Meinung der unmittelbarste Ausdruck der menschlichen Persönlichkeit sei, sei die Verpflichtung zu einer bestimmten Meinung nur zulässig, wenn aufgrund einer besonderen Beziehung oder Rechtsstellung diese Grundrechtsbeschränkung unerlässlich sei, etwa für Beamte oder bei der Einbürgerung. Dies sei in einem Zuwendungsverhältnis wohl nicht der Fall.

## Debatte um Ausweitung der Klausel
Im Zuge der Diskussion um Kontakte der Olympiateilnehmerin Nadja Drygalla in die rechtsextreme Szene im August 2012, waren Überlegungen des Bundesinnenministeriums bekannt geworden. Demnach wurde bereits seit Ende 2011 geprüft, ob auch für die deutschen Sportförderung die Unterzeichnung eines „Demokratiebekenntnisses“ zur Voraussetzung erhoben werden kann. Der Umfang dieser Sportförderung durch das Bundesministerium betrug 2012 rund 132 Millionen Euro. Vertreterinnen der Grünen sprachen sich umgehend gegen die Idee aus. Der Innenminister von Mecklenburg-Vorpommern Lorenz Caffier (CDU), bezeichnete die Idee als ein „System der Gesinnungsschnüffelei“.

## Zusammenarbeit mit Bundesamt für Verfassungsschutz
Im Mai 2018 wurde bekannt, dass das Bundesfamilienministerium von 2015 bis 2018 insgesamt 51 Demokratieprojekte im Rahmen des Projekts „Demokratie leben!“ vom Bundesamt für Verfassungsschutz überprüfen ließ. Offenbar verstärkte das Ministerium die Zusammenarbeit mit dem Geheimdienst als Reaktion auf das Ausbleiben der Extremismusklausel. Betroffene Initiativen wurden vom Ministerium nicht über die Überprüfungen informiert. Ein juristisches Gutachten im Auftrag des Bundesverbands Mobile Beratung kam zu dem Ergebnis, dass die mit der Überprüfung verbundenen Grundrechtseingriffe, die verfassungsrechtlich nicht zu rechtfertigen und nicht verhältnismäßig seien.

## Kritik

### Zugrundeliegender Extremismusbegriff
Kritik an der Demokratieerklärung entzündet sich am Begriff des Extremismus, der problematisch sei. Das Extremismusmodell habe sich mit seiner Beschreibung der politischen Landschaft in den Sozialwissenschaften bisher nicht durchsetzen können. Zudem beziehe sich das Extremismusmodell auf die freiheitliche demokratische Grundordnung, die ihre Wurzeln nicht in der Demokratietheorie, sondern neben dem Verfassungsrecht auch im politischen Strafrecht hat.
Mit einem politisch umstrittenen Extremismusbegriff und einem in der öffentlichen Debatte ständig herausgeforderten Verständnis dessen, was „demokratisch“ und was „demokratiefeindlich“ sei, ließe sich keine Rechtsverlässlichkeit für die förderungsinteressierten Organisationen herstellen. Der Ergebnisbericht der Wissenschaftlichen Begleitung des Bundesprogrammes „Initiative Demokratie Stärken“ kritisiert den Begriff des „Linksextremismus“. Er stelle aufgrund der Vielfältigkeit der damit verbundenen Phänomene keinen geeigneten Obergriff dar.
Schließlich kommt ein Zwischenbericht des Deutschen Jugendinstituts, welches vom Bundesministerium für Familie, Senioren, Frauen und Jugend mit der wissenschaftlichen Begleitung des Programms „Initiative Demokratie stärken“ betraut ist, in einem evaluierenden Zwischenbericht bezogen auf den Begriff des „Linksextremismus“ zu dem Resümee: „Wie bereits beschrieben […], zeigt sich im Themenbereich ‚Linksextremismus‘ die deutliche Herausforderung, den inhaltlichen Gegenstand näher zu bestimmen und seine jugendrelevanten Elemente herauszuarbeiten. Dies erscheint vor dem Hintergrund der eingeschränkten Forschungslage wenig verwunderlich. Es deutet sich jedoch an, dass mit dem Begriff ‚Linksextremismus‘ so unterschiedliche Phänomene bezeichnet werden, dass zweifelhaft erscheint, inwieweit ‚Linksextremismus‘ im sozialwissenschaftlichen und im pädagogischen Bereich (insbesondere mit Fokus auf der Jugendphase) einen geeigneten Oberbegriff darstellt.“
Weiterhin wurde kritisiert, dass die Extremismusklausel eine Verdachts- und Misstrauenshaltung des Staates gegenüber demokratiefördernden Initiativen darstelle und zivilgesellschaftliche Organisationen mit Überwachungsaufgaben betraut werden.

### Widerstände
Zu den Kritikern der Klausel gehörten die im Deutschen Bundestag vertretenen Oppositionsparteien (SPD, Linke und Grüne).
Zahlreiche Initiativen hatten die Unterzeichnung der Klausel abgelehnt (beispielsweise AkuBiZ, Reach Out Berlin, mbr Berlin).
Im März 2012 hat die DGB-Jugend Bildungs- und Beratungsinitiativen in Hessen und Thüringen zur „Plattform Extrem Demokratisch“ zusammengeschlossen. Die Plattform fordert, die Extremismusklausel abzuschaffen und demokratische Beteiligung nicht weiter zu verhindern. Die Plattform wirbt für mehr demokratisches Engagement. Nach ihrer Ansicht verunsichere der Generalverdacht der Extremismusklausel Organisationen und Initiativen und verhindere somit demokratische Beteiligung. Wolle man Menschen für den Kampf gegen Neonazis gewinnen, bräuchten sie Unterstützung und dürfen keine neuen Steine in den Weg gelegt bekommen, indem sie vorher vom Verfassungsschutz überprüft würden. Die „Plattform Extrem Demokratisch“ selbst bietet Bildungs- und Diskussionsveranstaltungen Vorträge und Projekttage an, die über die Extremismusklausel aufklären und das Extremismusdenken hinterfragt, das ihr zugrunde liegt. Des Weiteren hat sich eine „Initiative gegen jeden Extremismusbegriff“ gegründet.
Weitere Organisationen und Einzelpersonen, die die Extremismusklausel explizit ablehnen, sind: Die Amadeu Antonio Stiftung, die Bundesarbeitsgemeinschaft Kirche und Rechtsextremismus – aktiv für Demokratie und Menschenrechte, das Bündnis für Demokratie und Toleranz, der Arbeitskreis deutscher Bildungsstätten, Stephan Kramer (Generalsekretär des Zentralrats der Juden), Aiman Mazyek (Vorsitzender des Zentralrats der Muslime in Deutschland), das Netzwerk für Demokratie und Courage, die Sozialistische Jugend Deutschland – Die Falken, der VVN-BdA, das Antifaschistische Pressearchiv und Bildungszentrum Berlin, das Akubiz, das Fürther Bündnis gegen Rassismus und Fremdenfeindlichkeit und Wolfgang Thierse. Gegen die Klausel sprechen sich auch unter anderen folgende Geistes- und Sozialwissenschaftler aus: Wolfgang Benz, Roland Roth, Albert Scherr, Franz Hamburger und Franz Josef Krafeld.
Auch unter den Parteien, die die Extremismusklausel ablehnen, gibt es graduelle Unterschiede. So räumte der Landesvorsitzende der Linken in Mecklenburg-Vorpommern, Steffen Bockhahn, ein, dass es „nicht zu viel verlangt“ sei, „dass sich die Träger von Projekten, die sich aus Steuermitteln finanzieren, zum Grundgesetz bekennen“. Dagegen stelle es für sie jedoch eine Überforderung dar, auch noch für ihre Partner zu bürgen.

## Erwiderung auf die Kritik
Schröder stellt sich gegen die Argumentationen, die fordern, die Anwendung der Demokratieerklärung zu beenden unter anderem mit den Worten: „Man kann Extremismus nicht mit Extremisten bekämpfen“. Ferner verwies Schröder auf Ähnlichkeiten zu einem weniger umstrittenen Erlass, der von Manuela Schwesig (SPD) und damit aus dem Lager der Kritiker, in Mecklenburg-Vorpommern auf den Weg gebracht wurde. Dieser Erlass sieht eine Überprüfung der Verfassungstreue von Mitarbeiterinnen und Mitarbeitern in Kindertagesstätten vor.

## Situation auf Länderebene

### Berlin
Der rot-rote Senat von Berlin lehnte die Extremismusklausel des Bundes ab. Auch weigerten sich Reach Out Berlin und die Mobile Beratung gegen Rechtsextremismus Berlin (MBR) als zwei der ersten großen Initiativen, die entsprechende Erklärung zu unterschreiben. Um die finanziellen Ausfälle aufzufangen, sprang das Land Berlin ein. Die Berliner Landesregierung hatte sich gegen die Extremismusklausel ausgesprochen und angekündigt, juristische Mittel dagegen zu prüfen. Der Berliner Senat strebte eine Bundesratsinitiative an, um die Klausel aufzuheben. Nach den Wahlen zum Berliner Senat 2011 haben sich die politischen Mehrheitsverhältnisse in Berlin geändert, die an der Regierung beteiligte CDU unterstützt die Erklärung.

### Sachsen
Sachsen hat 2011 als erstes Bundesland eine an die Extremismusklausel des Bundes angelehnte Erklärung für die Landesprogramme gegen Rechtsextremismus aufgelegt (auch „Sachsenklausel“ genannt). 2015 wurde sie wieder abgeschafft.

### Mecklenburg-Vorpommern
In Mecklenburg-Vorpommern gibt es seit Juli 2010 einen Erlass des Ministeriums für Soziales und Gesundheit im Zusammenhang mit dem Betrieb von Kindertageseinrichtungen und der Genehmigung von Tagesmüttern. Danach erhält nur derjenige eine Betriebserlaubnis, der eine Selbsterklärung unterschreibt, dass er in keiner Weise Bestrebungen unterstützt, deren Ziele gegen die freiheitlich-demokratische Grundordnung oder gegen eines ihrer grundlegenden Prinzipien gerichtet sind.

### Thüringen
Die landeseigene Aufbaubank verlangt seit 1. Januar 2012 für alle Förderprogramme eine so genannte Negativerklärung. Die Antragsteller müssen versichern, dass sie, Vorstände und Gesellschafter nicht in einer extremistischen Gruppierung Mitglied waren, sind oder sein werden. Im Landtag hat die Landesregierung jedoch noch im Mai 2012 wahrheitswidrig auf eine parlamentarische Anfrage geantwortet, dass es für Landesmittel keine Extremismusklausel gebe und auch keine geplant sei.